# Бистра (притока Штявниці)
Бистра (словац. Bystrá) — річка в Словаччині, ліва притока Штявніци, протікає в окрузі Ліптовський Мікулаш.
Довжина приблизно 6.0-6.5 км. Витік знаходиться в масиві Низькі Татри (частина Дюмберські Татри) — схил гори Крупова-Голя — на висоті близько 1660 метрів. Протікає територією села Ліптовський Ян.
Впадає у Штявніцу на висоті приблизно 670—680 метрів.